# Beveiligingslek
Een beveiligingslek is een fout in een toegangsbeveiliging waardoor onbevoegden meer dan gewenste handelingsvrijheid kunnen krijgen. Het begrip wordt vooral in de informatica gebruikt en het gaat dan om een fout in de software. De technische aard van de fout wordt in het midden gelaten, alleen het gevolg ervan wordt benoemd. Afhankelijk van de precieze eigenschappen van het lek kunnen malafide bewerkingen worden uitgevoerd zoals het blokkeren van de computer of onbedoeld inzien en stelen van vertrouwelijke gegevens. Als de softwareontwikkelaar nog actief is en constateert dat er een lek bestaat, kan hij met een update ervoor zorgen dat de beveiliging tegen meestal computerkrakers weer afdoende is.